# Говалешко Михайло Васильович
Михайло Васильович Говалешко (Гавалешко) (нар. 30 вересня 1921, селище Берегомет, Королівство Румунія, тепер Вижницького району Чернівецької області — 2004, смт Берегомет, Вижницький район Чернівецької області) — український радянський діяч, новатор виробництва, майстер Шепітського лісопункту Берегометського лісокомбінату Вижницького району Чернівецької області. Депутат Верховної Ради УРСР 5—6-го скликань.

## Біографія
Народився у селянській родині. Наймитував, служив у румунській королівській армії.
З 1944 року служив у Червоній армії, учасник німецько-радянської війни. У 1945 році був поранений біля міста Праги (Чехословаччина).
З кінця 1940-х років — лісоруб, бригадир комплексної бригади комуністичної праці, майстер Лопушнянської дільниці Шепітського лісопункту Берегометського лісокомбінату Вижницького району Чернівецької області.
Член КПРС.
Потім — на пенсії у смт. Берегомет Вижницького району Чернівецької області.

## Нагороди
- орден Леніна (1966)
- орден Вітчизняної війни ІІ-го ст. (6.04.1985)
- медалі